# Andres Barbero
Andres Barbero (Assunção, 28 de julho de 1877 - 14 de fevereiro de 1951) foi um cientista e humanista do Paraguai.

## Publicações
- Cien vidas paraguayas. Carlos Zubizarreta (em castelhano);
- 100 paraguayos del siglo XX. Colección de artículos publicados en Última Hora (em castelhano);
- Vida, personalidad y obras del Doctor Andrés Barbero. Ángel D. Sosa (em castelhano).